# Ерль Володимир Ібрагімович
Володимир Ібрагімович Ерль (справжнє ім'я: Володимир Іванович Горбунов; 14 травня 1947, Ленінград — 25 вересня 2020) — російський поет, прозаїк, текстолог.
У другій половині 1960-х рр. входив до кола «поетів Малої Садової», був лідером літературної групи хеленуктів, з якою так чи інакше були пов'язані Олександр Миронов, Олексій Хвостенко та інші. Публікувався в самвидаві. Випустив понад 100 самвидавських книг; дослідник самвидаву Борис Констріктор назвав Ерля «Паганіні друкарської машинки» за незвичайну для самвидаву вишуканість і акуратність видань.
З середини 1980-х рр. займався філологічною та текстологічною роботою. Виступав як текстолог і публікатор творів Д. Хармса та інших.
Лауреат Премії Андрія Білого (1986).